# Южнобутовская улица
Южнобу́товская у́лица — улица в районе Южное Бутово Юго-Западного административного округа города Москвы. Расположена между бульваром Адмирала Ушакова и Остафьевской улицей.
23 июля 1996 года постановлением правительства Москвы проектируемым проездам № 668 и 669, расположенным от проектируемого проезда № 670, переименованного тем же решением в Остафьевскую улицу, до Венёвской улицы было присвоено имя Южнобутовская улица.
Названа как одна из центральных улиц района Южное Бутово. Одна из самых протяжённых (2,9 км) и оживлённых улиц района. Застроена в основном жилыми домами. В конце улицы находится Черневский пруд.

## Транспорт

### Автобус
- Автобусное сообщение в двух направлениях по всей длине улицы

Автобусные остановки
Чётная сторона:
- 3-й микрорайон Южного Бутова (прежнее название: Бульвар Адмирала Ушакова): Н8 С936 С953 877 917 967
- Метро Бульвар Адмирала Ушакова: Н8 С1 С916 С936 С953 146 293 877 895 917 967
- Центр социальной реабилитации (прежнее название: Микрорайон Поляны): Н8 С1 С916 293 877 917 967
- Южнобутовская улица, 38 (прежние названия: Южнобутовская улица, 25; Центр социальной реабилитации): Н8 С1 С916 293 877 917 967
- Южнобутовская улица: Н8 С1 С953 293 877 917 967
- Южнобутовская улица, 62 (прежнее название: 4-й микрорайон Южного Бутова): Н8 С1 С953 293 877 917 967
- Поликлиника № 121: Н8 С1 С953 293 877 917 967
- 5-й микрорайон Южного Бутова: Н8 С1 С953 293 877 917 967
- Южнобутовская улица, 123: Н8 С1 С936 293 877
- Спорткомплекс Изумрудный (прежнее название: 6-й микрорайон Южного Бутова): Н8 С1 С936 293 877

Нечётная сторона:
- Южнобутовская улица, 143: Н8 С1 С936 293 877
- Спорткомплекс Изумрудный (прежнее название: 6-й микрорайон Южного Бутова): Н8 С1 С936 293 877
- 5-й микрорайон Южного Бутова: Н8 С1 С953 293 877 917 967
- Поликлиника № 121: Н8 С1 С953 293 877 917 967
- Южнобутовская улица, 62 (прежнее название: 4-й микрорайон Южного Бутова): Н8 С1 С953 293 877 917 967
- Южнобутовская улица: Н8 С1 С953 293 877 917 967
- Южнобутовская улица, 38 (прежние названия: Южнобутовская улица, 25; Центр социальной реабилитации): Н8 С1 С916 293 877 917 967
- Центр социальной реабилитации (прежнее название: Микрорайон Поляны): Н8 С1 С916 293 877 917 967

Автобусные маршруты
- Н8: прямой — от Венёвской улицы до Остафьевской улицы; обратный — от Остафьевской улицы до Проектируемого проезда № 675
- С1: прямой — от Венёвской улицы до Остафьевской улицы; обратный — от Остафьевской улицы до Проектируемого проезда № 675
- С916: прямой — от Венёвской улицы до улицы Горчакова; обратный — от улицы Горчакова до Проектируемого проезда № 675
- С936: прямой — от Венёвской улицы до Проектируемого проезда № 675, от Бунинской аллеи до Остафьевской улицы; обратный — от Остафьевской улицы до Бунинской аллеи
- С953: прямой — от Венёвской улицы до Проектируемого проезда № 675, от улицы Горчакова до Бунинской аллеи; обратный — от Бунинской аллеи до улицы Горчакова
- 146: прямой — от Венёвской улицы до Проектируемого проезда № 675
- 293: прямой — от Венёвской улицы до Остафьевской улицы; обратный — от Остафьевской улицы до Проектируемого проезда № 675
- 877: прямой — от Венёвской улицы до Бунинской аллеи; обратный — от Бунинской аллеи до Проектируемого проезда № 675
- 895: прямой — от Венёвской улицы до Проектируемого проезда № 675
- 917: прямой — от Венёвской улицы до Бунинской аллеи; обратный — от Бунинской аллеи до Проектируемого проезда № 675
- 967: прямой — от Венёвской улицы до Бунинской аллеи; обратный — от Бунинской аллеи до Проектируемого проезда № 675